# السمير
مجلة السمير مجلة علمية أدبية روائية فكاهية، كانت تُصدر مرتين بالشهر، رأسها إيليا أبو ماضي، وبدأت النشر منذ عام 1929، وتوقفت عند وفاة إيليا أبو ماضي في عام 13 تشرين الثاني 1957. صدرت المجلة في واشنطن في الولايات المتحدة، وشهدَت ذروتها عام 1936 حيث تحولت إلى مجلة يومية، تبنت المجلة الأقلام المغتربة، وقدمت الشعر الحديث على صفحاتها، فاشترك في إصدارها معظم شعراء المهجر لاسيما أدباء المهجر الأمريكي الشمالي.